# Con tu amor
Con Tu Amor es el decimoséptimo álbum de estudio del cantautor mexicano Juan Gabriel, lanzado al mercado por Ariola Records el 28 de abril de 1981. 
A inicios de año 1982 se estrena en el cine su película “Es Mi Vida” que incluye algunos temas del disco “Con tu amor”. Disco realizado por Eduardo Magallanes con arreglos de él y de Bill Cuomo, Tom Parker, J. Arthey, Z. Laurence. Arreglos muy cuidados, excelsos arreglos orquestales en temas como “Karina” y “Parácuaro” tema compuesto al lugar donde Juan Gabriel nació: Parácuaro, Michoacán. Se incluyen un par de temas que en los 70´s se hicieron famosos con Gualberto Castro: "Perla" y "Canta, Canta". El disco Con tu amor registra récord de ventas en Argentina y Ecuador.[cita requerida] Juan Gabriel realiza cada vez más presentaciones en TV en Sudamérica y empieza a posicionarse como un consagrado del público. En ese mismo año se presenta en Colombia en El Show de Las Estrellas de Jorge Barón Televisión, para La Cadena Uno de Inravisión, en Sábado Sensacional de Venevisión, unas Cuantas Presentaciones En El Canal 2 de Puerto Rico, y por último en el programa Siempre En Domingo del Canal 2 de Televisa

## Lista de canciones
| N.º | Título                                 | Escritor(es) | Duración |  |
| 1.  | «Con Tu Amor»                          | Juan Gabriel | 4:06     |  |
| 2.  | «María de la Paz»                      | Juan Gabriel | 3:47     |  |
| 3.  | «En el Nombre del Amor»                | Juan Gabriel | 4:14     |  |
| 4.  | «No Me Trates Mal»                     | Juan Gabriel | 2:29     |  |
| 5.  | «Karina»                               | Juan Gabriel | 4:16     |  |
| 6.  | «Bésame Otra Vez (Eso Fue Ayer)»       | Juan Gabriel | 3:21     |  |
| 7.  | «Parácuaro»                            | Juan Gabriel | 3:24     |  |
| 8.  | «Perla»                                | Juan Gabriel | 3:51     |  |
| 9.  | «Canta, Canta»                         | Juan Gabriel | 3:12     |  |
| 10. | «Con Tu Amor (Versión en inglés)»      | Juan Gabriel | 4:06     |  |
| 11. | «Brasil Es Un Amor (Solo Versión USA)» | Juan Gabriel | 2:35     |  |